# Romantica (canción)

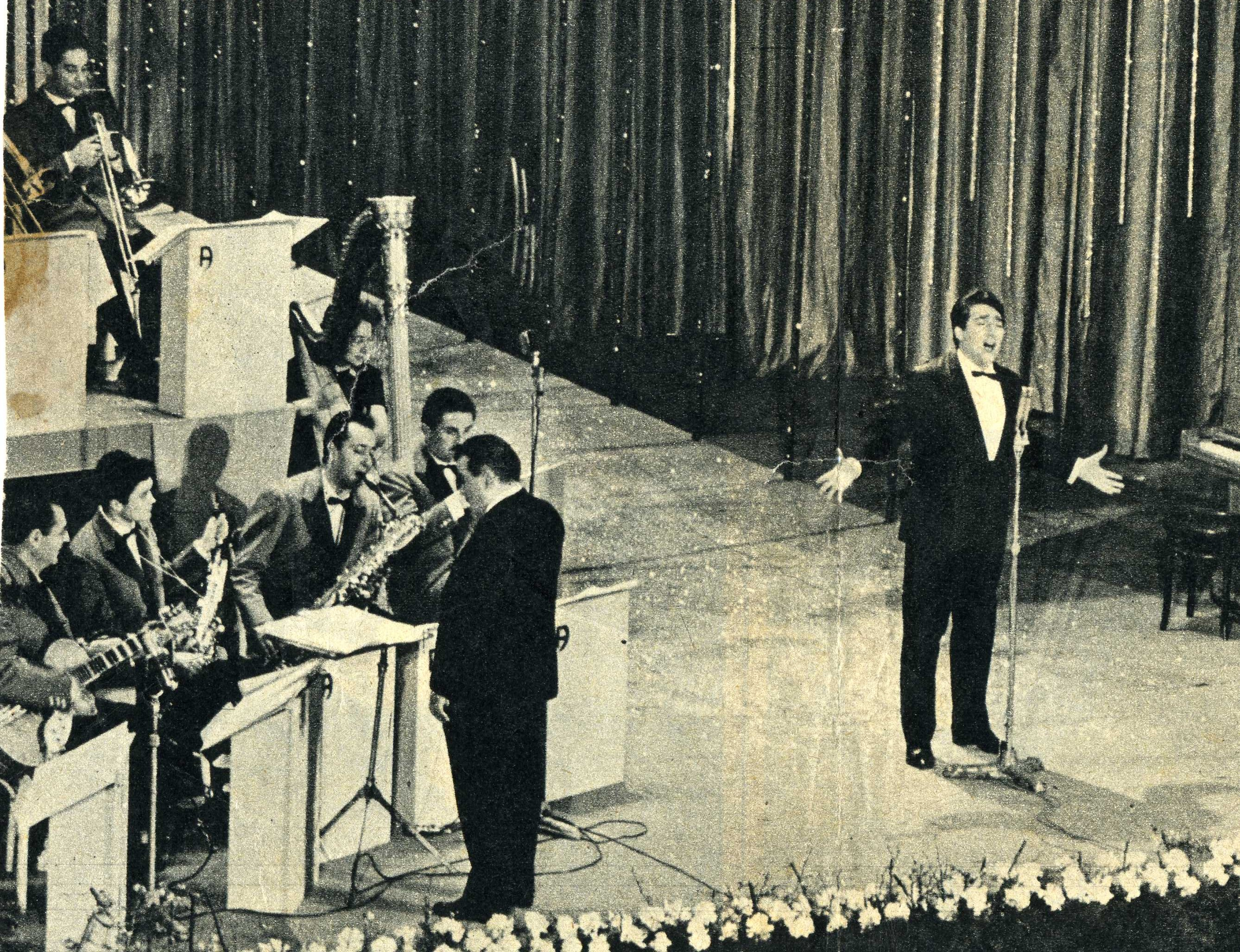
El Festival de la Canción de San Remo 1960, Tony Dallara cantando "Romantica". El guitarrista Pino Rucher (el primero de la izquierda) con la Orquesta Angelini

«Romantica» ("Romántica") es una canción escrita por el cantautor italiano Renato Rascel con letra de Dino Verde. Fue interpretada por primera vez durante el décimo Festival de la Canción de San Remo en junio de 1960, cuando se cantaron dos versiones de la canción por Rascel y por el cantante italiano Tony Dallara. Rascel interpretó la canción como una balada suave, mientras que Dallara, quien era considerado por los críticos italiano como un "urlatori" (gritones), un estilo de música popular en Italia durante la década de 1960, dio una rendición más enérgica de la canción. La canción quedó en primer puesto en la competición.
La canción abarcó tres versiones extranjeras en 1960. La versión de Dalida llegó a lo alto de los éxitos franceses por una semana.
La versión estonia del cuarteto de la Radiodifusión Pública de Estonia titulada "Romantika" alteró la original saltando la introducción. Durante dos temporadas del show de comedia "Rahva Oma Kaitse", esta versión se presentaba en los créditos.
Jane Morgan grabó una versión inglesa de la canción justo después del Festival, en 1960.
A finales de los 80, principios de los 90, la banda vintage noruega "Lollipop" interpretó y publicó una versión de "Romantica". Esta fue interpretada por el cantante noruego Tor Endresen en italiano. "Lollipop" era una banda formada por el cantante noruego Rune Larsen para un show musical vintage en Noruega. Fue muy exitoso, con 30 episodios en televisiñon y dos horas y también lanzamientos CD de música entre 1955-1965.

## En el Festival de Eurovisión
La canción fue elegida para representar a Italia en el Festival de la Canción de Eurovisión 1960, donde fue interpretada en italiano por Renato Rascel. Fue interpretada 12.ª en la noche, seguida de Francia con Jacqueline Boyer interpretando "Tom Pillibi" y precedida por Alemania con Wyn Hoop interpretando "Bonne nuit ma chérie". Al final de las votaciones, la canción había recibido 5 puntos, quedando en 8.º puesto de un total de 13.
Fue sucedida como representación italiana en el Festival de 1961 por Betty Curtis con "Al di là".
| Predecesor: "Piove" Domenico Modugno | Italia en el Festival de Eurovisión 1960 | Sucesor: "Al di là" Betty Curtis |